# Siedenbollentin
Siedenbollentin ist eine Gemeinde im Nordosten des Landkreises Mecklenburgische Seenplatte im historischen Landesteil Vorpommern. Die Gemeinde liegt etwa 20 km nördlich von Neubrandenburg. Bis zum 1. Januar 2004 war sie Teil des Amtes Tollensetal und ist seitdem Teil des Amtes Treptower Tollensewinkel mit Sitz in Altentreptow.

## Geografie und Verkehr
Siedenbollentin liegt etwa zehn Kilometer nordöstlich von Altentreptow und etwa 13 Kilometer nordwestlich von Friedland. In Altentreptow befindet sich der nächstgelegene Bahnhof auf der Strecke Stralsund–Berlin. Die Autobahn 20 verläuft westlich der Gemeinde, die über die Anschlussstelle 30 Altentreptow zu erreichen ist. Die ehemalige Bundesstraße 96 (heute: L 35) quert Altentreptow westlich der A 20. Die südlich vorbeiführende Landesstraße L 273 verbindet Siedenbollentin in westlicher Richtung mit Werder und in östlicher Richtung mit dem Ortsteil Schwanbeck der Stadt Friedland. Nordwestlich sind Kölln und Wodarg, Ortsteile der Gemeinde Werder, seit 1992 angebunden.
Zur Gemeinde gehören der Ort Siedenbollentin sowie die Ausbauten Röpenack, Schönkamp und Silbermoor. Der Ort Siedenbollentin umfasst fünf Straßen und einen Platz: Schulstraße, Am See, Lange Straße, Poststraße, Fritz-Peters-Straße und Lindenplatz. Am östlichen Vorwerk Röpenack, einem ehemaligen Grenzpass, sowie südlich entlang des Kleinen Landgraben verläuft die historische Landesgrenze zwischen der Provinz Pommern und Mecklenburg-Strelitz.
Als Grenzgemeinde des Amtes Treptower Tollensewinkel sowie des Landkreises Mecklenburgische Seenplatte grenzt die Gemeinde im Norden an das Amt Anklam-Land und damit den Landkreis Vorpommern-Greifswald, im Osten an das Amt Friedland sowie im Süden an das Amt Neverin.
Ebenso wie Siedenbollentin auf dem Treptower Werder gelegen sind die Gemeinden Werder, Grischow und Grapzow, der östlich der Tollense gelegene Teil der Stadt Altentreptow sowie der Ortsteil Bittersberg der Gemeinde Bartow. Zum Jahresende 2017 lebten 1.738 Einwohner auf dem Treptower Werder (ohne jeweilige Ortsteile von Altentreptow und Bartow). Als natürliche Flussinsel ist der Treptower Werder lediglich über Brücken zugänglich: von Westen über zwei Brücken über die Tollense in Altentreptow, im Süden über die Brücken der L 35 und A 20 über den Kleinen Landgraben, im Osten über die Brücke der L 273 über den Kleinen Landgraben bei Schwanbeck sowie im Norden über die Brücke über den Großen Landgraben bei Klempenow.

## Naturraum
Die Gemeinde liegt auf dem Treptower Werder, einer ca. 90 km2 großen Niederung zwischen Tollense, Großem Landgraben und Kleinem Landgraben, in der Großlandschaft Oberes Tollensegebiet im Rückland der Mecklenburgischen Seenplatte. Große Teile von Siedenbollentin sind heute land- und forstwirtschaftlich geprägt.
Im Westen von Siedenbollentin liegt der Große Siedenbollentiner See, im Süden grenzt das Naturschutzgebiet Hangquellmoor Binsenberg an den Ortsteil Schönkamp. Im Nordosten wird die Gemeinde von einem der größten zusammenhängenden Forste des Landkreises von mehr als 7,5 km2 Ausdehnung eingefasst. Nördlich des Ortes liegt mit dem Osterberg die mit 35 m ü. NHN höchste Erhebung der Gemeinde.

## Geschichte

### 1289–1799
Siedenbollentin wurde im Jahr 1289 erstmals in einer Schenkungsurkunde des pommerschen Herzogs Bogislaw IV. urkundlich erwähnt. In dieser wurde die Schenkung des Ortes an das Kloster Reinfeld bei Lübeck bestätigt. Der Ortsname ist slawischen Ursprungs und könnte von bolot – Sumpf bzw. Sumpfwiese abgeleitet worden sein. Der Wortteil sieden für tief oder nieder kam erst später hinzu. In einigen historischen Quellen lassen sich seltener auch die Präfixe süd und süden sowie die vermutlich slawische Bezeichnung Solentyn finden. Auf den Karten des 17. Jahrhunderts, wie z. B. im Atlas Blaeul (1665), findet sich regelmäßig der Name Bol(d)ennin. Während der deutschen Ostkolonisation wurde das Dorf als Straßendorf neu angelegt. Die spätgotische Kirche Siedenbollentin stammt aus der Zeit um 1400. Im Kontext des Siebenjährigen Krieges fand 1761 nahe dem Dorf eine Schlacht zwischen preußischen Truppen unter Belling und schwedischen Truppen unter Wrangel statt, die südöstlich des Vorwerks Röpenack etwa dreihundert Gefallene zurückließ. Eine jenseits des Kleinen Landgraben gelegene Anhöhe trägt seitdem den Namen Schwedenschanze.

### 1800–1989
Um das Jahr 1817 hatte das pommersche Dorf noch 327, gegen 1835 648 und 1862 schon 668 Einwohner. Das angrenzende Rittergut Bollentin erwarb um 1859 Fritz Peters, ein enger Freund des niederdeutschen Schriftstellers Fritz Reuter, von Ludwig Heydemann. Er verkaufte es 1897 an die königlich-preußische Klosterkammer Hannover. Das Gutshaus entstand Mitte bis Ende des 19. Jahrhunderts durch Umbau eines älteren Gebäudes. Nach 1945 war hier die Gaststätte, das Jugend-, Kultur- und Dorfzentrum; später wurde es als Schulgebäude und Bibliothek genutzt. Zwischen 1897 und 1945 war Siedenbollentin über die zwischen Demmin und Altentreptow verlaufende Oststrecke der Demminer Bahnen an den Personenschienenverkehr angebunden. 1945 wurden die Bahngleise im Zuge der Reparationsleistungen an die Sowjetunion demontiert.
1969 wurde mit der Landesstraße L 273 eine für den Autoverkehr geeignete Verbindung nach Schwanbeck hergestellt. Im Jahr 1989 feierte Siedenbollentin sein 700-jähriges Bestehen.

### Seit 1990
Nach der Wende erlebte die Gemeinde einen starken Umbruch, der sich u. a. demographisch auswirkte. So sank die Einwohnerzahl der Gemeinde zwischen 1990 und 2018 um rund 28 % von 797 auf 572. Gleichzeitig musste die Gemeinde aufgrund sinkender Schülerzahlen die sukzessive Schließung der 1956 erbauten Fritz-Reuter-Schule hinnehmen, die bis ins Jahr 2003 als Realschule bestand, um 2006 endgültig geschlossen zu werden. Bestehen bleibt eine Kindertagesstätte. Das ehemalige Schulgelände wird heute als Gemeindezentrum, Trainingsanlage des SV Siedenbollentin e. V. sowie zur Ausrichtung einer alljährlich im Sommer stattfindenden Kinder-Fußballschule genutzt.
Heute zeichnet sich die bevölkerungsmäßig viertgrößte Gemeinde des Amtes Treptower Tollensewinkel durch ein aktives Vereinsleben – u. a. sind ein Anglerverein, Jugendclub, Theatergruppe und Fußballverein im Ort ansässig – aus. Am 1. Oktober 2017 richtete die Gemeinde das 27. Landeserntedankfest Mecklenburg-Vorpommerns aus.

## Wappen, Flagge, Dienstsiegel
Die Gemeinde verfügt über kein amtlich genehmigtes Hoheitszeichen, weder Wappen noch Flagge. Als Dienstsiegel wird das kleine Landessiegel mit dem Wappenbild des Landesteils Vorpommern geführt. Es zeigt einen aufgerichteten Greifen mit aufgeworfenem Schweif und der Umschrift „GEMEINDE SIEDENBOLLENTIN • LANDKREIS MECKLENBURGISCHE SEENPLATTE“.

## Soziales und Infrastruktur
Siedenbollentin verfügt über eine Kindertagesstätte, eine diakonisch getragene Sozialstation, und eine Zahnarztpraxis.
Seit Juli 2017 ist die Gemeinde an das LTE-Netz der Telekom angebunden.

## Sport
Der SV Siedenbollentin wurde 2000 gegründet und trägt seine Heimspiele im 1000 Zuschauer fassenden Fritz-Reuter-Sportpark (Lage) aus. Seit 2021 spielt der Verein in der Verbandsliga Mecklenburg-Vorpommern.
 
2025 gelang der Männer-Fußballmannschaft der Aufstieg in die Oberliga Nordost, der fünfthöchsten Spielklasse im deutschen Fußball.

## Sehenswürdigkeiten

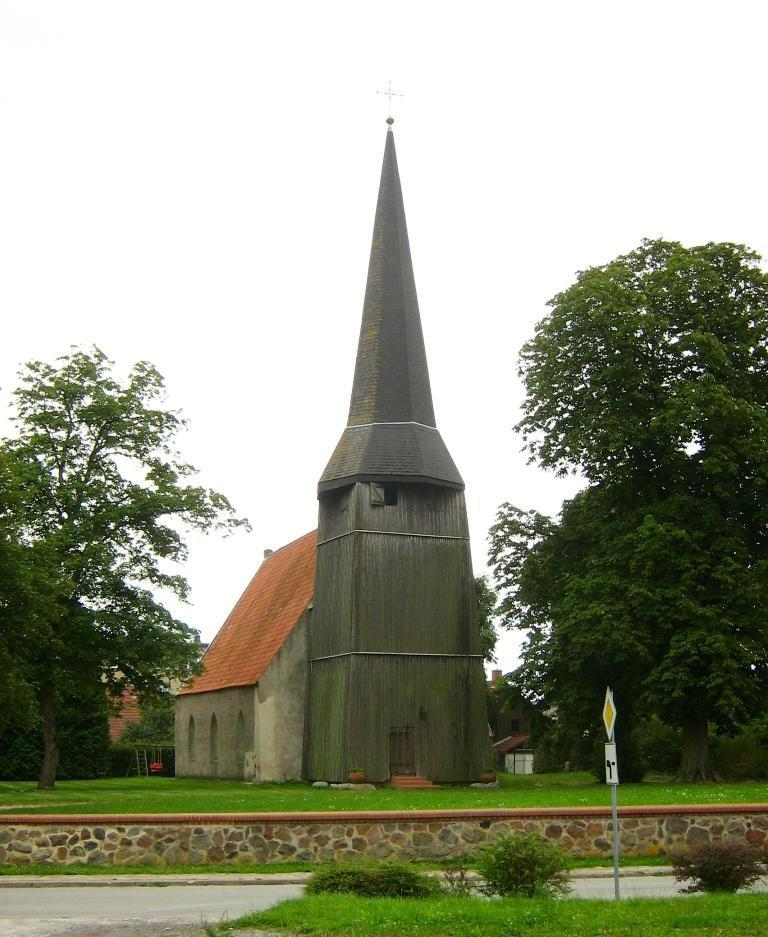
Kirche von Siedenbollentin

→ Siehe auch Liste der Baudenkmale in Siedenbollentin
- Spätgotische Kirche Siedenbollentin von um 1400 als Feldsteinkirche mit einem Holzturm mit einem achteckigen Spitzhelm
- Parkanlage zwischen der nur noch zum Teil vorhandenen Gutsanlage und dem See von um 1900
- Grabstelle der Familie Peters
- Große Kriegsgräberstätte Erster Weltkrieg
- Kunstvolle Grabstätten von Freimaurern
- Prähistorische Großsteingräber
- Windmühle (Erdholländermühle)
- Fritz-Reuter-Grotte, Steinbauwerk mit eingebauten historischen Trogmühlen
- Historischer Bahndamm der Demminer Kleinbahnen Ost
- Zwei "DDR-Neubaublöcke"

## Sonstiges
Bekannt wurde Siedenbollentin durch den Gutsbesitzer Fritz Peters und dessen Freund Fritz Reuter, der öfter bei ihm auf dem Gut weilte.